# Tình yêu bị cấm đoán
Tình yêu bị cấm đoán (Mối tình bí mật) (tiếng Hàn: 밀회; Romaja: Milhoe) là bộ phim truyền hình 2014 của Hàn Quốc với sự tham gia của Kim Hee-ae và Yoo Ah-in. Được phát sóng trên kênh truyền hình cáp JTBC từ ngày 17 tháng 3 đến ngày 13 tháng 5 năm 2014 vào thứ Hai và thứ Ba lúc 21:50 tổng cộng 16 tập
Câu chuyện về một người phụ nữ đã lập gia đình trong những năm 40 tuổi, người có một mối quan hệ bí mật với một sinh viên dương cầm đang ở tuổi 20, bộ phim tình cảm lãng mạn khám phá cuộc đấu tranh giữa sa ngã và danh vọng của xã hội. Đây là một phim làm lại của bộ phim Nhật Bản năm 2005 Tokyo Tower.
Nội dung bộ phim Tình Yêu Bị Cấm Đoán xoay quanh một mối tình chênh lệch tuổi tác khá cao của một cặp đôi kì lạ, người phụ nữ thành đạt 40 tuổi cùng với chàng trai trẻ tuổi 20. Các tập tiếp theo của bộ phim sẽ cho chúng ta thấy Oh Hye Won một nữ giám đốc 40 tuổi với vẻ ngoài ưa nhìn nên đã làm nghiên ngả biết bao nhiêu người đàn ông, thế nhưng cô lại bị mê hoặc bởi tiếng dương cầm của Lee Sun Jae một nghệ sĩ trẻ đầy tài năng, họ gặp nhau trao cho nhau những tâm tư của nhau, nhận thấy được sự đồng cảm cũng như cảm giác thích thú họ quyết định tiến đến với nhau mặc cho sự dèm pha của thiên hạ.
.

## Nội dung
Oh Hye-won là một phụ nữ ở độ tuổi 40, đang có một cuộc sống hoàn hảo. Thanh lịch, tinh tế và xuất sắc trong giao tiếp với mọi người, cô không có nỗ lực gì trong việc tìm kiếm sự thành công của mình với tư cách là giám đốc lập kế hoạch cho Quỹ Nghệ thuật Seohan. Nhưng sau đó, cô gặp Lee Sun Jae, một nghệ sĩ piano thiên tài 20 tuổi, xuất thân từ một gia đình nghèo khó, không biết về khả năng của mình và làm việc giao hàng nhanh. Hye-won lần đầu tiên trải nghiệm được làm những gì thực sự yêu thích, cô và Sun-jae bắt đầu một mối tình đam mê mà họ phải giữ kín bởi vì nó đe dọa sụp đổ cả cuộc đời của họ.

## Diễn viên
- Kim Hee-ae vai Oh Hye-won
- Yoo Ah-in vai Lee Sun-jae
- Park Hyuk-kwon vai Kang Joon-hyung
- Shim Hye-jin vai Han Seong-sook
- Kim Hye-eun vai Seo Young-woo
- Kim Yong-gun vai Seo Pil-won
- Kyung Soo-jin vai Park Da-mi
- Choi Tae-hwan vai Son Jang-ho
- Lee Kan-hee vai Myung-hwa
- Kim Chang-wan vai Min Yong-ki
- Park Jong-hoon vai Jo In-seo [1]
- Shin Ji-ho vai Ji Min-woo
- Jin Bo-ra vai Jung Yoo-ra
- Yang Min-young vai Kim In-joo
- Baek Ji-won vai Secretary Wang
- Kim Shin-jae vai Jang Shi-eun
- Kim Kwon vai Woo-sung
- Seo Jung-yeon vai bà thím Trung-Hafn
- Yoon Bok-in vai Ji-soo
- Jang So-yeon vai Se-jin
- Jang Hyun-sung vai Kim In-kyum (khách mời, tập 15-16)

## Rating
| Ngày phát sóng | Tập     | Rating toàn quốc (%) |
| -------------- | ------- | -------------------- |
| 2014-03-18     | 02      | 3.104                |
| 2014-03-24     | 03      | 3.188                |
| 2014-03-25     | 04      | 4.062                |
| 2014-03-31     | 05      | 3.418                |
| 2014-04-01     | 06      | 3.890                |
| 2014-04-07     | 07      | 3.671                |
| 2014-04-08     | 08      | 3.317                |
| 2014-04-14     | 09      | 3.190                |
| 2014-04-15     | 10      | 3.493                |
| 2014-04-28     | 11      | 3.453                |
| 2014-04-29     | 12      | 3.928                |
| 2014-05-05     | 13      | 3.844                |
| 2014-05-06     | 14      | 4.196                |
| 2014-05-12     | 15      | 4.559                |
| 2014-05-13     | 16      | 5.372                |
| Average        | Average | 3.704%               |

Nguồn: AGB Nielsen Korea

## Giải thưởng và đề cử
| Năm  | Tổ chức                                         | Hạng mục                                           | Người nhận         | Kết quả   |
| ---- | ----------------------------------------------- | -------------------------------------------------- | ------------------ | --------- |
| 2014 | Giải thưởng nghệ thuật Baeksang lần thứ 50      | Phim truyền hình hay nhất                          | Secret Love Affair | Đề cử     |
| 2014 | Giải thưởng nghệ thuật Baeksang lần thứ 50      | Nam diễn viên chính xuất sắc (TV)                  | Yoo Ah-in          | Đề cử     |
| 2014 | Giải thưởng nghệ thuật Baeksang lần thứ 50      | Đạo diễn xuất sắc (TV)                             | Ahn Pan-seok       | Đoạt giải |
| 2014 | Giải thưởng nghệ thuật Baeksang lần thứ 50      | Kịch bản xuất sắc (TV)                             | Jung Sung-joo      | Đoạt giải |
| 2014 | Giải Phim truyền hình Quốc tế Seoul lần thứ 9   | Nữ diễn viên chính xuất sắc                        | Kim Hee-ae         | Đoạt giải |
| 2014 | Giải thưởng phim truyền hình Hàn Quốc lần thứ 7 | Phim truyền hình hay nhất                          | Secret Love Affair | Đề cử     |
| 2014 | Giải thưởng phim truyền hình Hàn Quốc lần thứ 7 | Giám đốc sản xuất xuất sắc                         | Ahn Pan-seok       | Đề cử     |
| 2014 | Giải thưởng phim truyền hình Hàn Quốc lần thứ 7 | Kịch bản xuất sắc                                  | Jung Sung-joo      | Đề cử     |
| 2014 | Giải thưởng phim truyền hình Hàn Quốc lần thứ 7 | Diễn xuất xuất sắc, nam diễn viên                  | Yoo Ah-in          | Đề cử     |
| 2014 | Giải thưởng phim truyền hình Hàn Quốc lần thứ 7 | Diễn xuất xuất sắc, nữ diễn viên                   | Kim Hee-ae         | Đề cử     |
| 2014 | Giải Ngôi sao APAN lần thứ 3                    | Diễn xuất xuất sắc, nam diễn viên trong miniseries | Yoo Ah-in          | Đề cử     |
| 2014 | Giải Ngôi sao APAN lần thứ 3                    | Diễn xuất xuất sắc, nữ diễn viên trong miniseries  | Kim Hee-ae         | Đoạt giải |
| 2014 | Giải Ngôi sao APAN lần thứ 3                    | Nam diễn viên phụ xuất sắc                         | Park Hyuk-kwon     | Đề cử     |
| 2014 | Giải Ngôi sao APAN lần thứ 3                    | Nữ diễn viên phụ xuất sắc                          | Kim Hye-eun        | Đoạt giải |
| 2014 | Giải Ngôi sao APAN lần thứ 3                    | Biên kịch xuất sắc                                 | Jung Sung-joo      | Đoạt giải |